# Торське (Чортківський район)
То́рське — село в Україні, у Заліщицькій міській громаді Чортківського району Тернопільської області. Розташоване на річці Луча, на півдні району. До 2020 року було центром Торськівської сільської ради, якій були підпорядковані села Глушка та Якубівка.
Розташоване за 12 км від центру громади, має залізничну станцію.
Перша письмова згадка — 1440 рік.
Населення — 813 осіб (2007 р.).

## Клімат
Кількість атмосферних опадів за рік становить 572 мм. Для рослин вологи достатньо. Кліматичні умови місцевості дають можливість вирощувати всі сільськогосподарські культури, які вирощують в зоні лісостепу і степу України.
Середня річна температура за багаторічними спостереженнями — 8,3°C. Абсолютний максимум температури — 45°C, абсолютний мінімум — -31°C.
Ґрунтотворчими породами на території села є карбонатні леси й лесовидні суглинки. У минулому значна частина території села була покрита широколистими лісами. Трав'яниста рослинність збереглася на природних пасовищах, на яких росте багато лікарських рослин (ромашка, календула, звіробій, чистотіл та інші).
Поблизу села є Торське родовище вапняків.

## Археологія
Торське — це стародавнє поселення, відоме ще з часів кам'яної доби. Професор Юрій Полянський виявив на його території стоянки солютрейської доби (приблизно XVIII ст. до н. е.). 
На околиці Торського виявлено стародавнє поселення нової кам'яної доби (IV тисячоліття до н. е.) трипільської культури та давньослов'янський могильник (18 поховань з ювелірними прикрасами). 
Досліджено пам'ятки культури лінійно-стрічкової кераміки (приблизно 4 тис. років до н. е.), сліди ранньослов'янської доби, липецького типу — IV—VIII ст. нашої ери. (Я. Пастернак, Археологія України, стор. 71). Знайдено городище, а також княже погребище.

## Історія
Назва села походить від одного з тюркомовних племен торків, яке тимчасово перебувало на цій території в XIII ст. Торки в другій половині X ст. перекочували з Приаралля в степи Південної Русі. Вони стали союзниками князя Володимира Святославича в його боротьбі проти булгар. Сліди торків збереглися і в назвах інших населених пунктів України.

Територія Заліщицького почала заселятися поляками в 1331 році, коли монахи домініканського ордену заснували монастир.
[джерело?]
У XVI ст. поляки масово осідають на маєтках місцевих землевласників. Перша письмова згадка про Торське — 1440 рік.
З 1578 року село Торське було у володінні польської шляхтянки  Катерини Торської. Починаючи з XVII ст., почалася колонізація краю польською шляхтою. У Торському були засновані свічкова, миловарна і ткацька мануфактури.
У XVIII ст. в с. Торське заселяються переселенці з Гуцульщини та інших територій України.
Восени 1648 року під час визвольної війни під проводом Богдана Хмельницького жителі Торського під керівництвом селянина Петраша брали участь у поході на замок у Червоногороді (нині урочище поблизу села Нирків Заліщицького району).
У середині XVII ст. спалахнула чума.
За переписом населення в 1900 році в Торському проживало 2154 особи.
Великі історичні події обминали село, зберігаючи стародавні традиції й уклад життя
На початку літа 1915 року під час Першої світової війни село стало ареною кривавих боїв між австро-угорською і російською арміями.
Після вибуху першої світової війни, коли було сформовано Легіон Українських січових стрільців, до нього зголосилося добровольцями багато молоді сіла, яка після проголошення Західно-Української Народної Республіки влилася в ряди Української Галицької армії (УГА). Існувала підпільна Організація Українських Націоналістів (ОУН).
17 вересня 1939 року у село вступили війська Червоної Армії. Червоної Армії на зборах громади було обрано Тимчасовий комітет із представників сільської бідноти. До складу його увійшло 13 осіб. Комітет та дружина роздавали майно Торських.
Було проведено конфіскацію панської землі та землі польських осадників, які приїхали як колоністи із західних земель Польщі.
У 1948 році відновив своє господарювання колгосп.
19 серпня 1991 року під часи ДКЧС місцева партійна організація комуністів на своїх партійних зборах ухвалила рішення про саморозпуск.
1 березня 1994 року було створено «Дослідне господарство Академії аграрних наук — агрофірма ім. М. Грушевського».
12 червня 2020 року, відповідно до розпорядження Кабінету Міністрів України № 724-р «Про визначення адміністративних центрів та затвердження територій територіальних громад Тернопільської області» увійшло до складу Заліщицької міської громади.
19 липня 2020 року, в результаті адміністративно-територіальної реформи та ліквідації Заліщицького району, увійшло до складу новоутвореного Чортківського району.

## Населення

### Мова
Розподіл населення за рідною мовою за даними перепису 2001 року:
| Мова       | Кількість | Відсоток |
| ---------- | --------- | -------- |
| українська | 837       | 99.29%   |
| російська  | 6         | 0.71%    |
| Усього     | 843       | 100%     |

## Пам'ятки

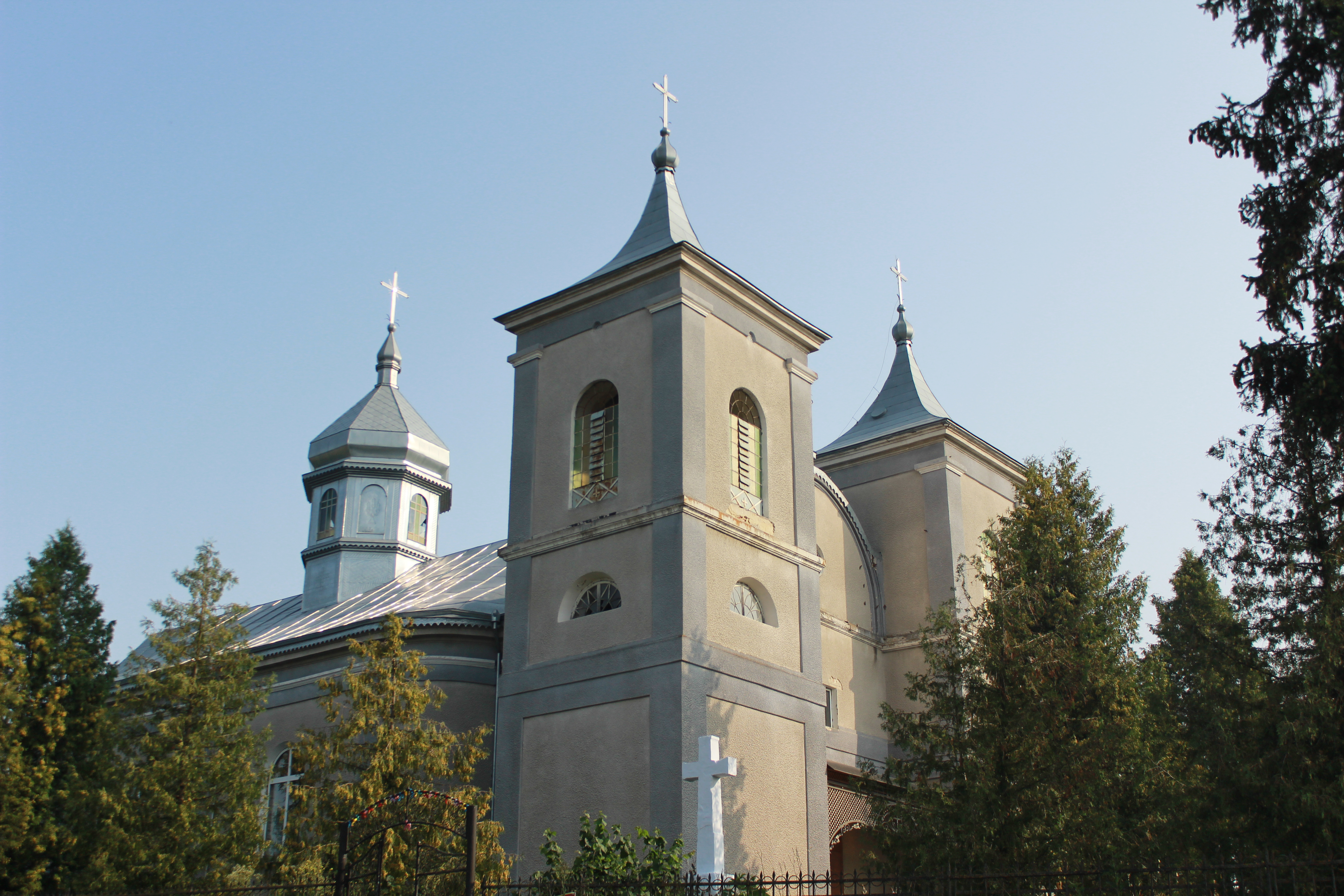
Церква Благовіщення Пресвятої Богородиці (1842)

У селі є церква Благовіщення Пресвятої Богородиці (1842). Мала велику центральну баню, меншу баню над престолом і дві інші малі на фронті, в яких було 4 малих дзвони і 1 великий. Костелу в селі не було, бо відсоток латинників у селі був малим. Місцеві латинники говорили українською мовою, і це були в основному представники змішаних подружніх пар.
У 1995 році збудовано капличку.
У центрі села є могила 35 радянських воїнів, які загинули при визволенні села. Пам'ятник у вигляді прямокутного постаменту заввишки 2,25 м, на якому постать радянського воїна з автоматом і з каскою на голові, заввишки 2,5 м.
Читальню «Просвіта» було засновано на початку століття (близько 1900 р.) заходами місцевого пароха о. Івана Рудницького.
Споруджено пам'ятники Т. Шевченкові (1961) та воїнам-односельцям, полеглим у німецько-радянській війні (1967), насипано символічну могилу Борцям за волю України (1942, відновлено 1991), встановлено пам'ятний хрест на честь скасування панщини.
Пам'ятник Т. Шевченку
Пам'ятка монументального мистецтва місцевого значення.
Встановлений 1961 році. Масове виробництво.
Погруддя – бетон, постамент – плитка, цегла.
Висота погруддя – 1,5 м, висота постаменту – 2,5 м.

## Соціальна сфера

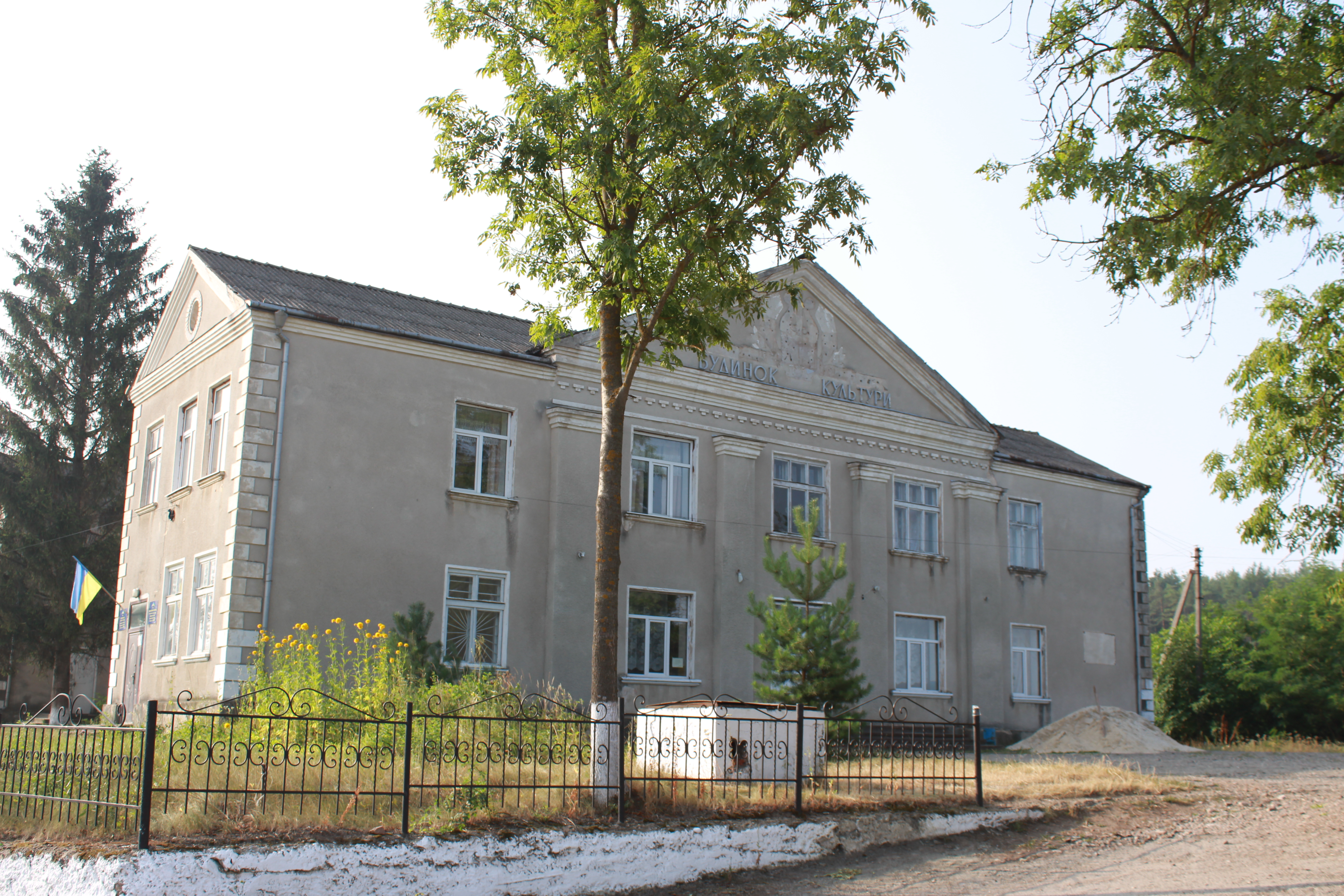
Будинок культури

Працюють загальноосвітня школа I–III ступенів (директор Богдан Кіцканюк), Будинок народної творчості, бібліотека, лікарська амбулаторія, аптека, дошкільний заклад, відділення зв'язку, торговельні заклади.

## Відомі люди

### Народилися
- науковці Р. Земледух, Б. Павлик, М. Цепенюк,
- Марія Бабчинська — українська актриса
- Корнацький Василь Михайлович (*1950) — український лікар-кардіолог, доктор медичних наук, професор.
- Бігусяк Михайло Васильович, (*1958) — український мовознавець-діалектолог, кандидат філологічних наук, доцент кафедри української мови та директор наукової бібліотеки (1998-2016) Прикарпатського національного університету ім. В. Стефаника.

### Проживали
- доктор медичних наук, хірург Ігор Дейкало.

### Працювали
- диригент і композитор Я. В. Смеречанський.

## Галерея

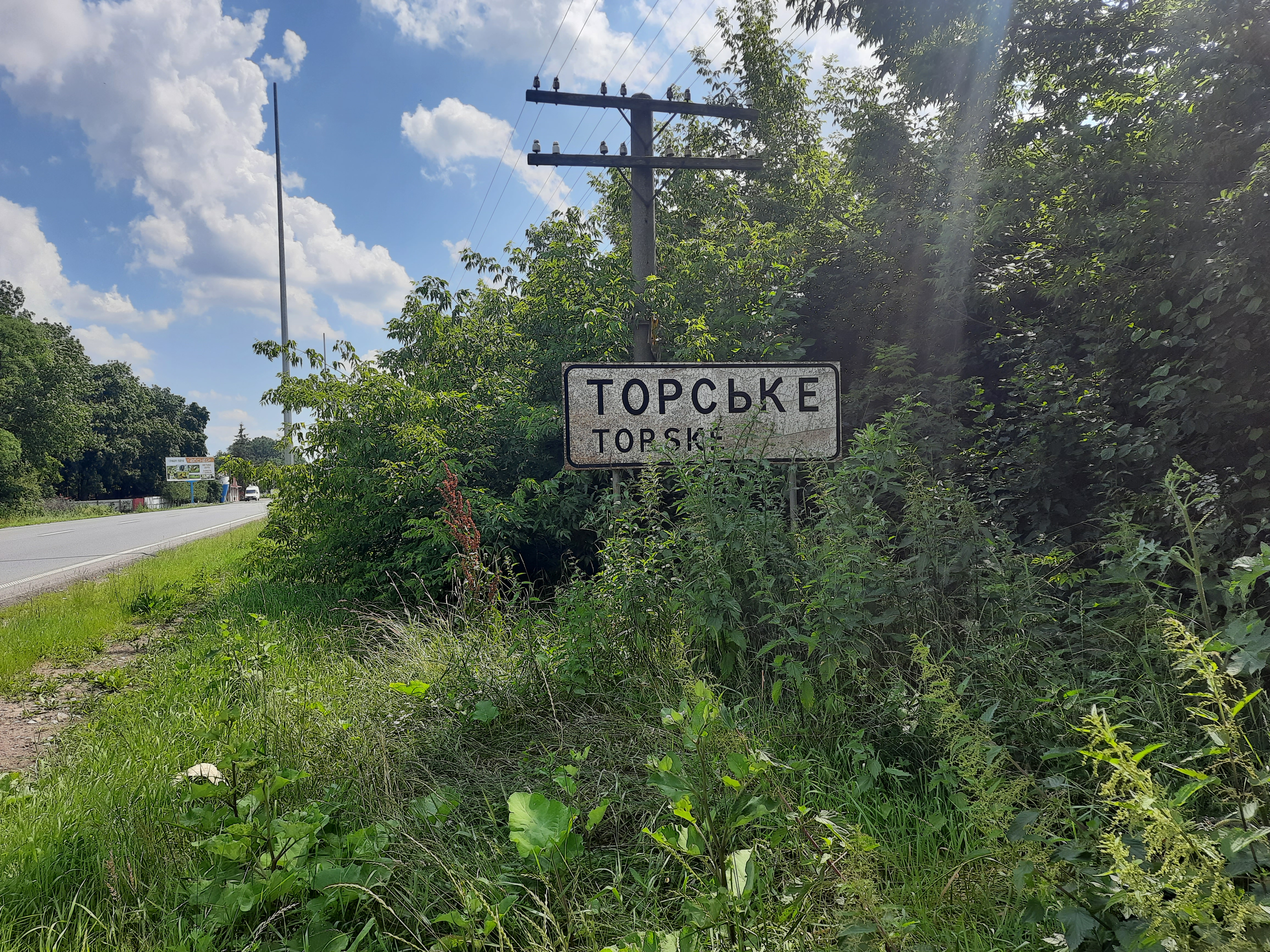
Дорожній знак при в'їзді в село
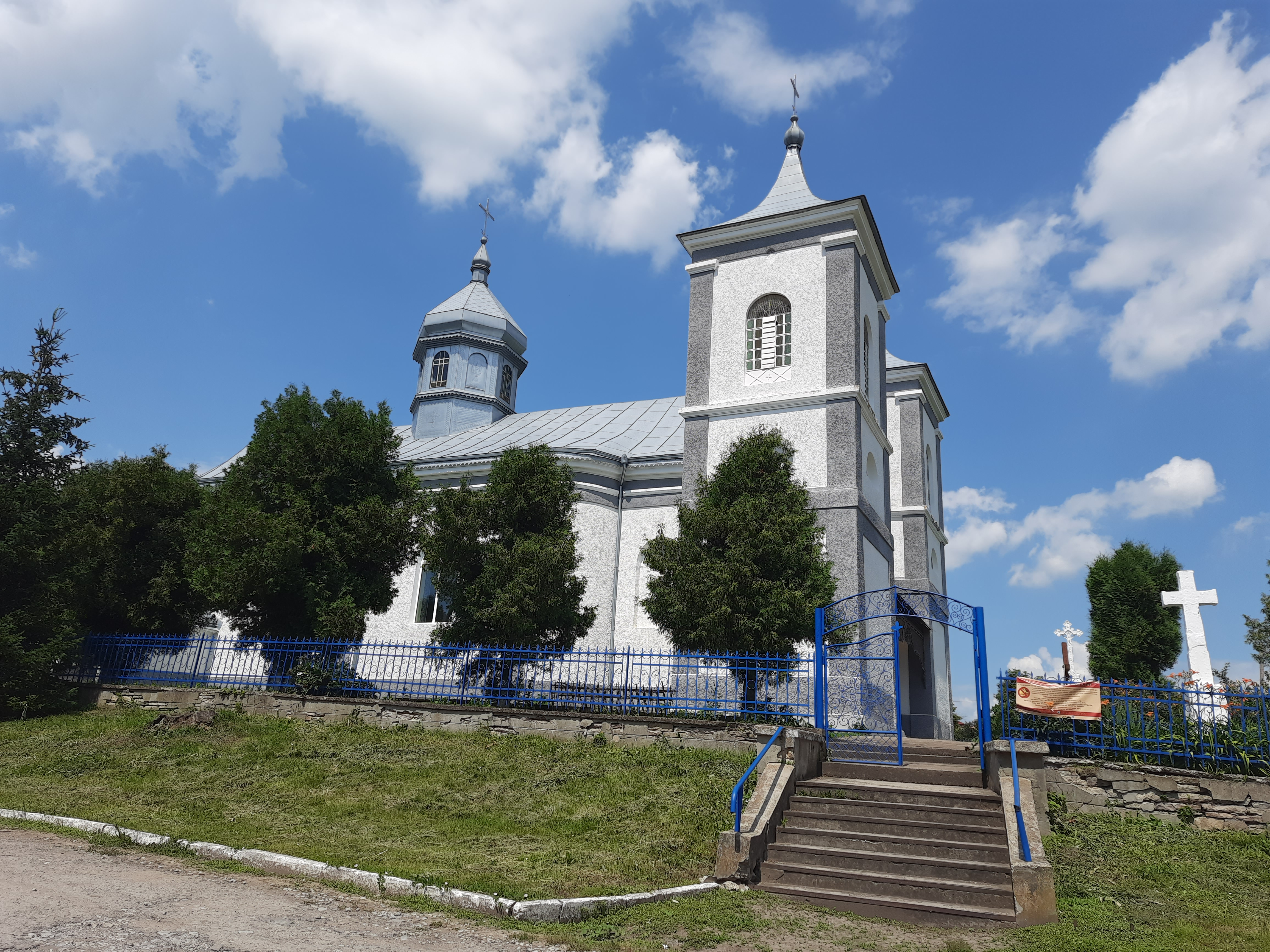
Церква Благовіщення Пресвятої Богородиці
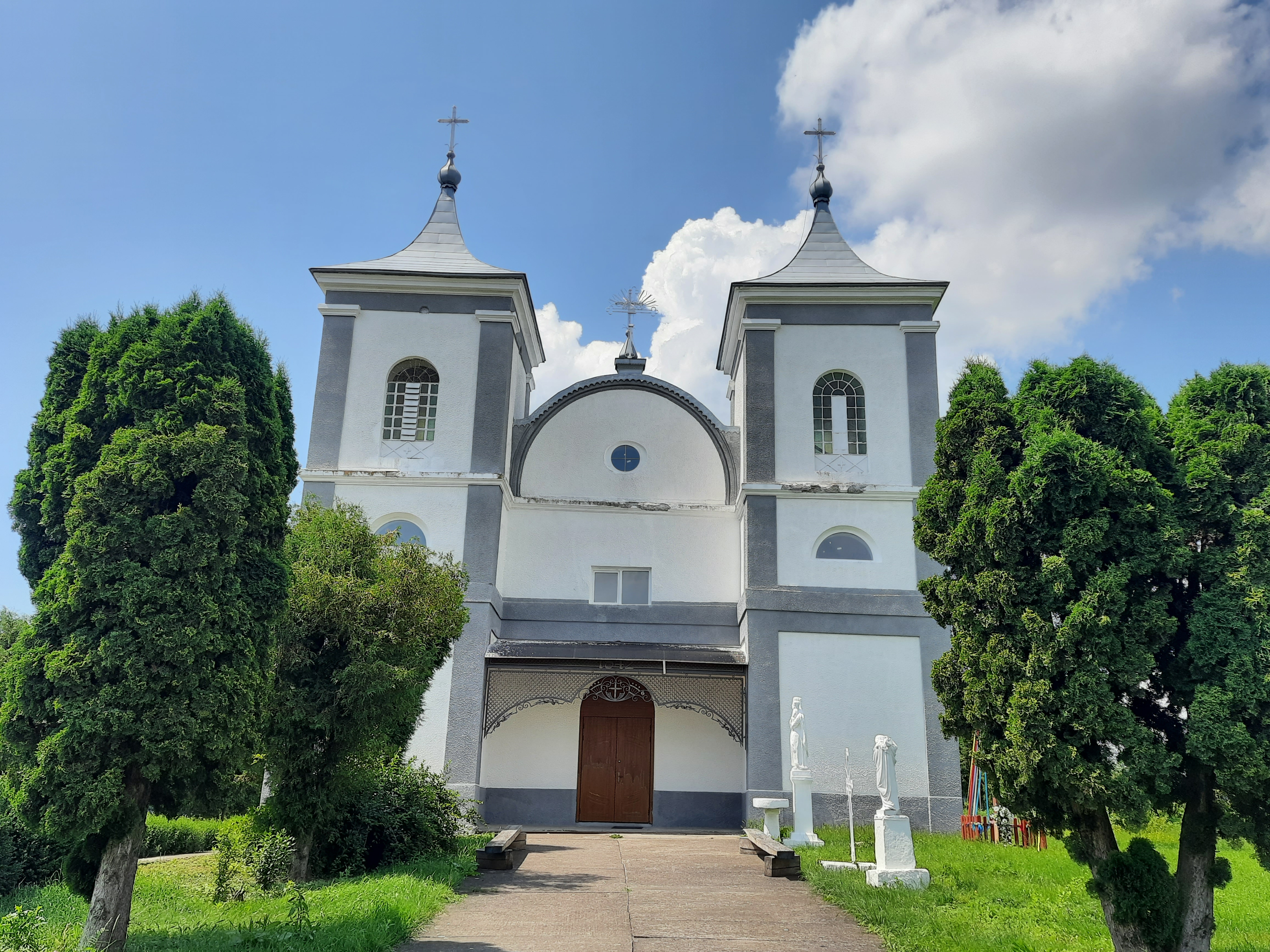
Церква Благовіщення Пресвятої Богородиці
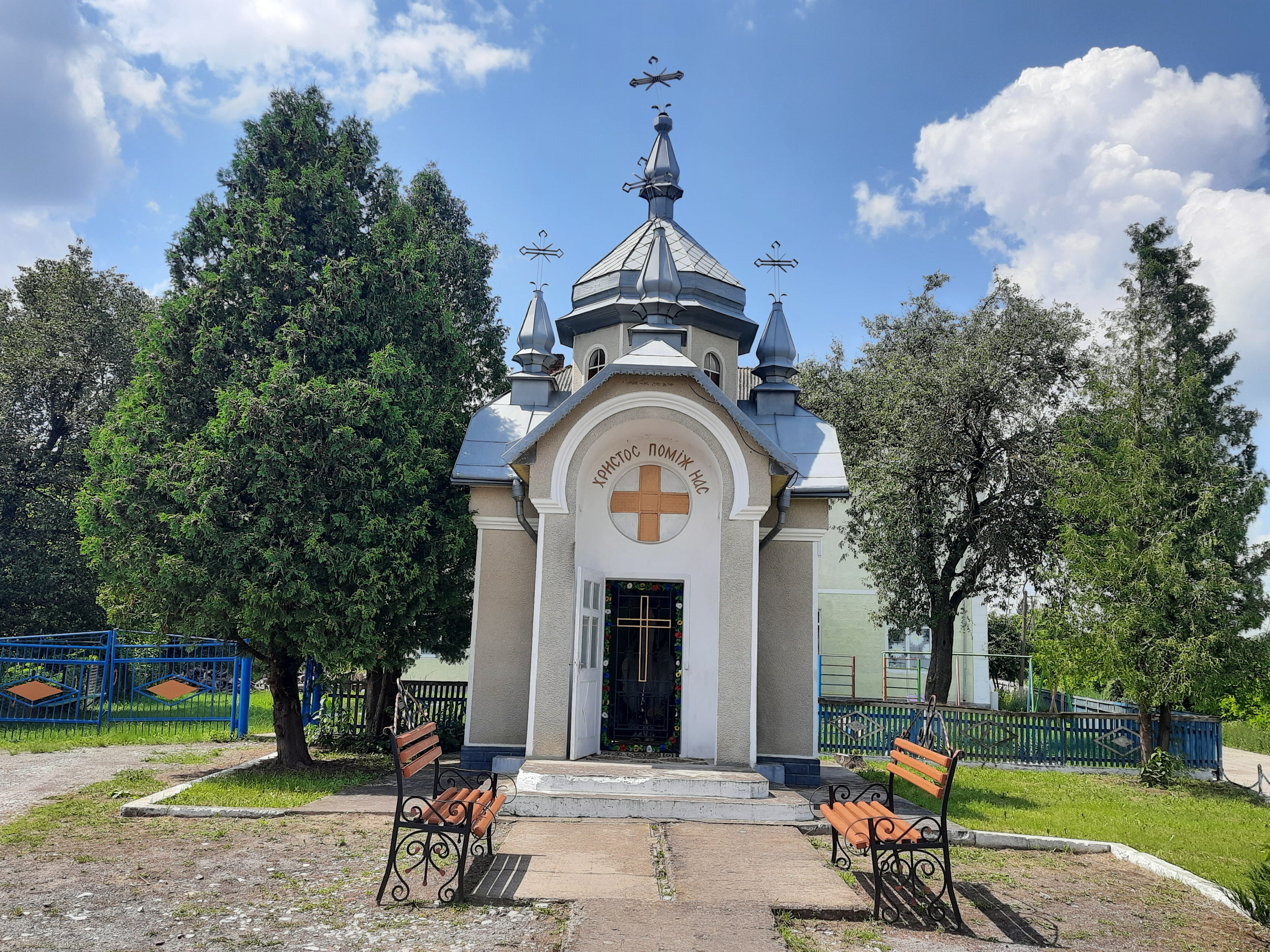
Капличка
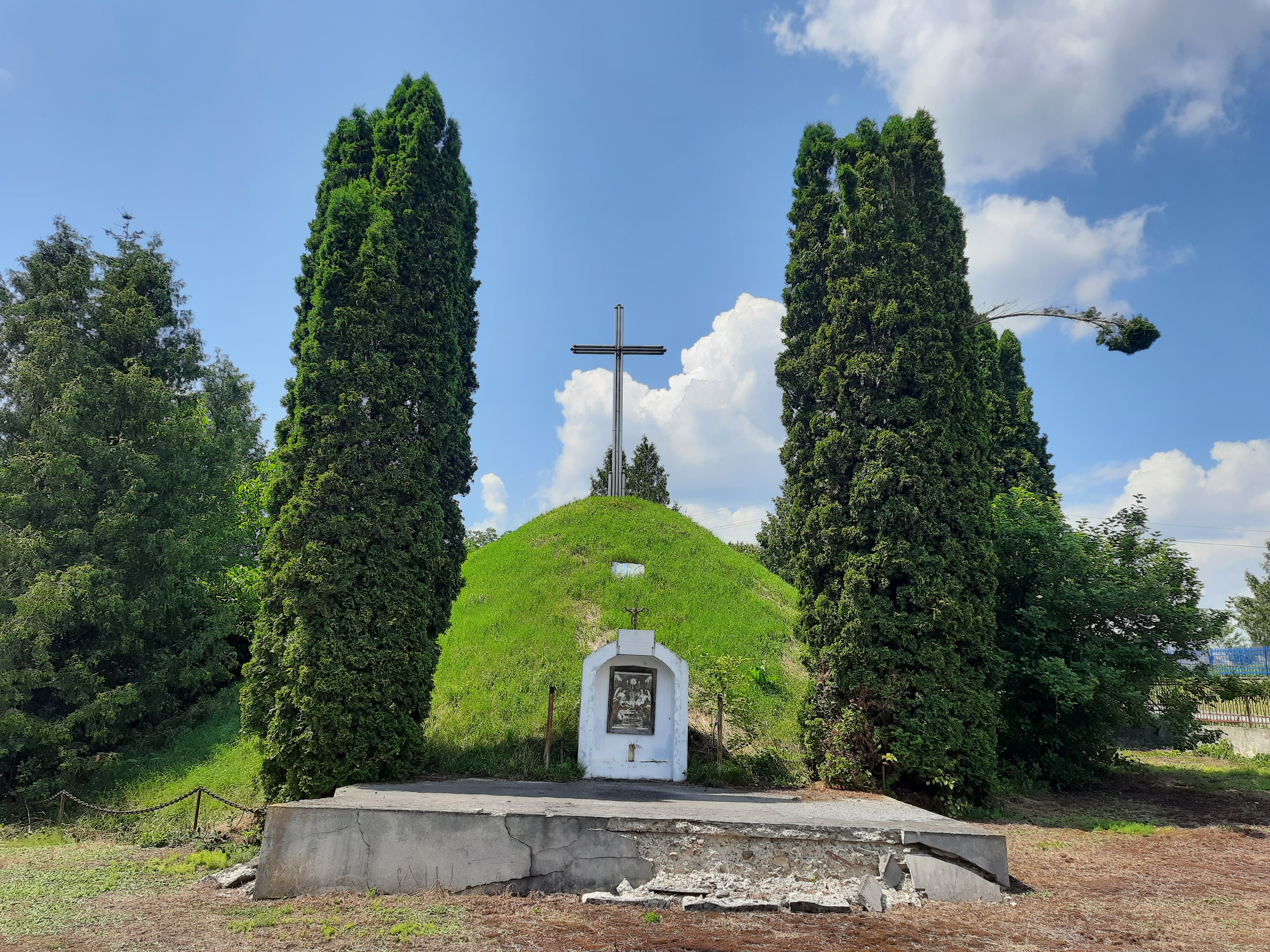
Символічна могила Борцям за волю України
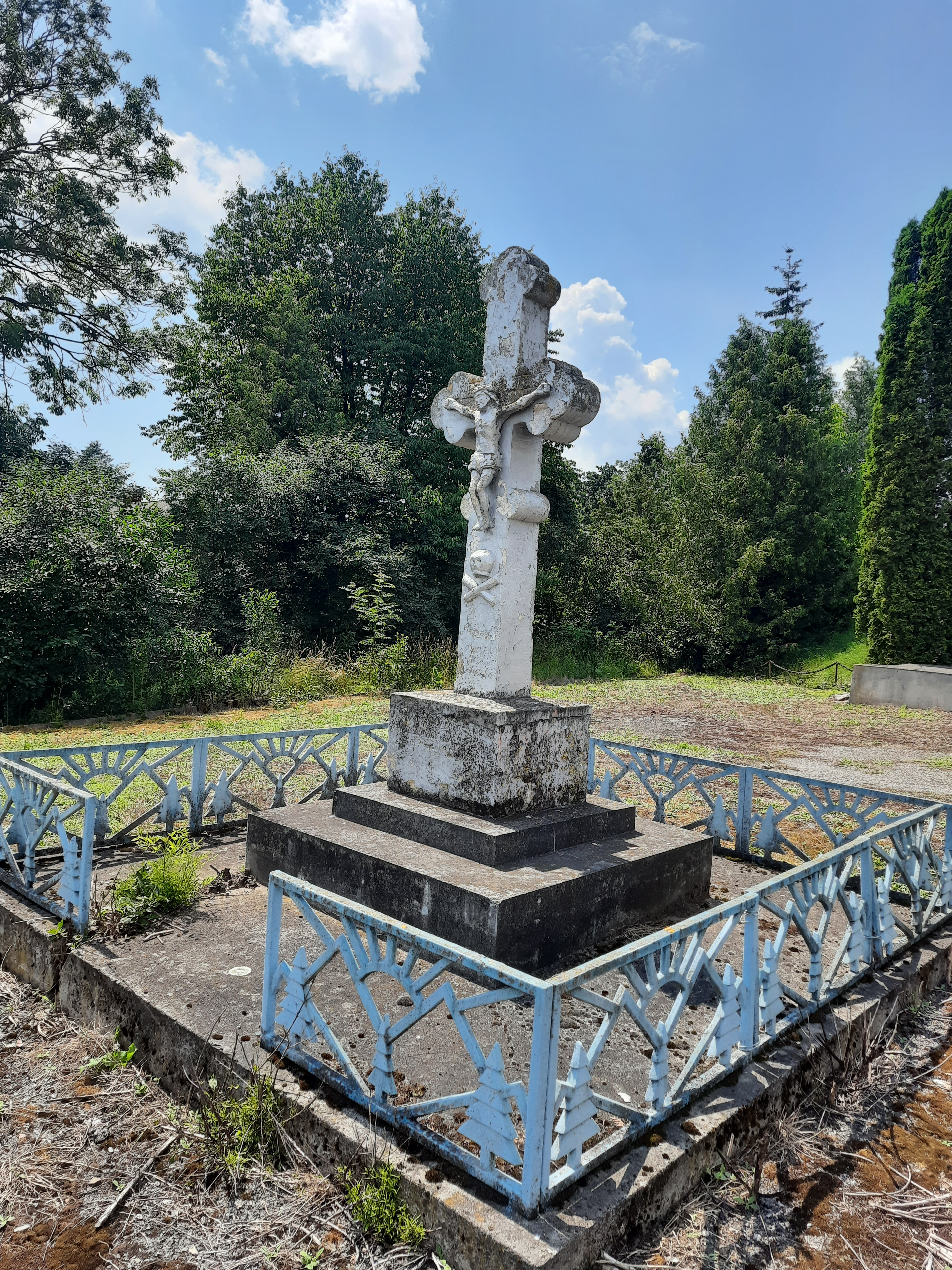
Пам'ятний хрест
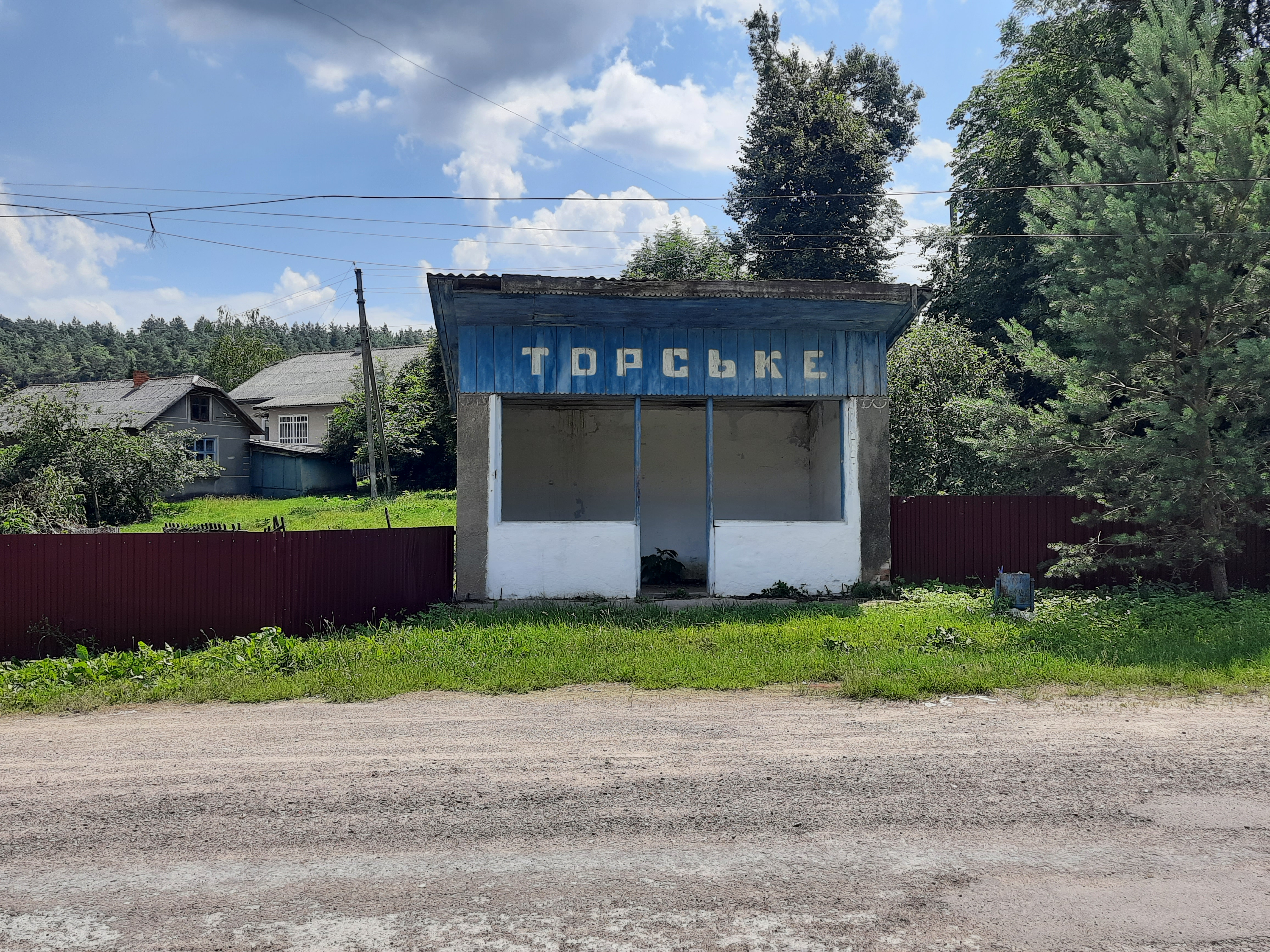
Автобусна зупинка